# Calamaria doederleini
Espèce
Statut de conservation UICN

 DD  : Données insuffisantes
Calamaria doederleini  est une espèce de serpents de la famille des Colubridae.

## Répartition
Cette espèce est endémique de Sumatra en Indonésie.

## Description
L'holotype de Calamaria doederleini mesure 285 mm dont 25 mm pour la queue. Cette espèce a la face dorsale brun foncé et présente des rayures transversales noires. Sa face ventrale est jaunâtre et également rayée.

## Étymologie
Cette espèce est nommée en l'honneur de Ludwig Heinrich Philipp Döderlein.

## Publication originale
- Gough, 1902 : New snakes in the collections of the Zoological Institute of the University Straßburg. Zoologischer Anzeiger, vol. 25, p. 645-647 (texte intégral).